# Gradius Origins
Gradius Origins, également connu sous le nom de Gradius Origin Collection グラディウス オリジン コレクション) au Japon, il s'agit d'une compilation développée par M2 et éditée par Konami, incluant six titres des séries Gradius et Salamander, dont la plupart sont des versions régionales. Elle inclut également le nouveau titre Salamander III. Elle est sortie le 7 août 2025 sur PC (Steam), Xbox Series, PlayStation 5 et Nintendo Switch.

## Liste des jeux
- Gradius (1985)
- Salamander (1986)
  - Lifeforce (1987)
- Gradius II (1988)
- Gradius III (1989)
- Salamander 2 (1996)
- Salamander III (Nouveau titre)

## Système de jeu
Cette collection comprend 18 versions des sept jeux d'arcade des séries Gradius et Salamander, dont la première apparition de Gradius III AM Show Version sur consoles de salon.
De nouvelles fonctionnalités utiles ont été ajoutées aux jeux, comme les sauvegardes, le retour rapide et le mode Invincible. Le nouveau mode Entraînement vous permet d'ajuster des paramètres tels que les points de redémarrage, le nombre de boucles et l'état des bonus pour perfectionner vos compétences. Une galerie comprend également la musique du jeu, diverses images de chaque titre et bien plus encore.